# Wild Gunman
Wild Gunman (ワイルドガンマン?, Wairudo Ganman) è uno sparatutto con pistola ottica a tema western pubblicato per il NES nel 1984 da Nintendo. Il titolo, basato su un omonimo gioco elettromeccanico del 1974, uscì anche in versione arcade nel sistema PlayChoice-10.
Una sua emulazione è stata distribuita per Wii U (tramite Virtual Console) nel biennio 2015-2016, in occasione del trentesimo anniversario della trilogia cinematografica di Ritorno al futuro, dove il videogioco in questione comparve in Ritorno al futuro - Parte II.

## Modalità di gioco
Wild Gunman necessita della pistola ottica NES Zapper, che collegata alla console la si punta contro il televisore a tubo catodico, in quanto realizzata con una tecnologia conforme allo schermo di quella TV e non funzionante sulle moderne. Nella versione giapponese per Famicom era disponibile una stessa pistola ma riprodotta in una Colt Single Action Army, chiamata Video Shooting Series.
Presenta tre modalità di gioco, tutte con lo scopo di guadagnare punteggi sparando ad alcuni fuorilegge del Far West. Le prime due sono incentrate sul tradizionale duello tra pistoleri e in entrambe si deve colpire il duellante quando questi vocalmente esclama "FIRE!!" ("fuoco!"); la seconda ne prevede due da colpire di fila. Il giocatore perde una vita nel caso sparasse prima dell'esclamazione, oppure venisse centrato mentre attende un tempo eccessivo.
La terza e ultima modalità è simile nel gameplay a Hogan's Alley: avendo a disposizione quindici munizioni bisogna bersagliare dieci banditi che appaiono a ondate dall'ingresso o dalle finestre del saloon.

## Musica
L'arrangiamento a 8 bit del terzo movimento della Sonata n. 2 op. 35, nota marcia funebre di Fryderyk Chopin, è ascoltabile al momento della vita perduta.

## Storia
Wild Gunman era originariamente un gioco elettromeccanico a gettoni creato da Gunpei Yokoi, sempre prodotto dalla Nintendo e commercializzato a partire dal 1974. Era dotato di una pistola connessa a un proiettore su schermo da 16mm. Delle sequenze full motion video di un bandito del Far West sono proiettate su uno schermo e quando i suoi occhi lampeggiano, l'utente deve estrarre l'arma dalla fondina e sparare. Non c'è un vero sistema di verifica della mira, si tratta solo di compiere i movimenti con tempismo. Se l'utente è abbastanza veloce, la proiezione cambia in quella del pistolero che cade colpito mortalmente; in caso contrario lo si vede estrarre e sparare con la sua pistola. Se il giocatore vince, ne fronteggia altri in sequenza.
Esiste anche una seconda versione, venduta come gioco in scatola, con il fuorilegge realizzato in plastica montato sopra una scatola contenente le batterie, chiamato Custom Gunman, che più tardi divenne uno dei minigiochi di WarioWare, Inc: Minigame Mania per Game Boy Advance.
I pistoleri di Wild Gunman vennero utilizzati in Super Smash Bros. per Nintendo 3DS e Wii U del 2014 come mosse principali del Duo Duck Hunt, compreso lo Smash Finale.